# William Lawrence (Politiker, 1819)

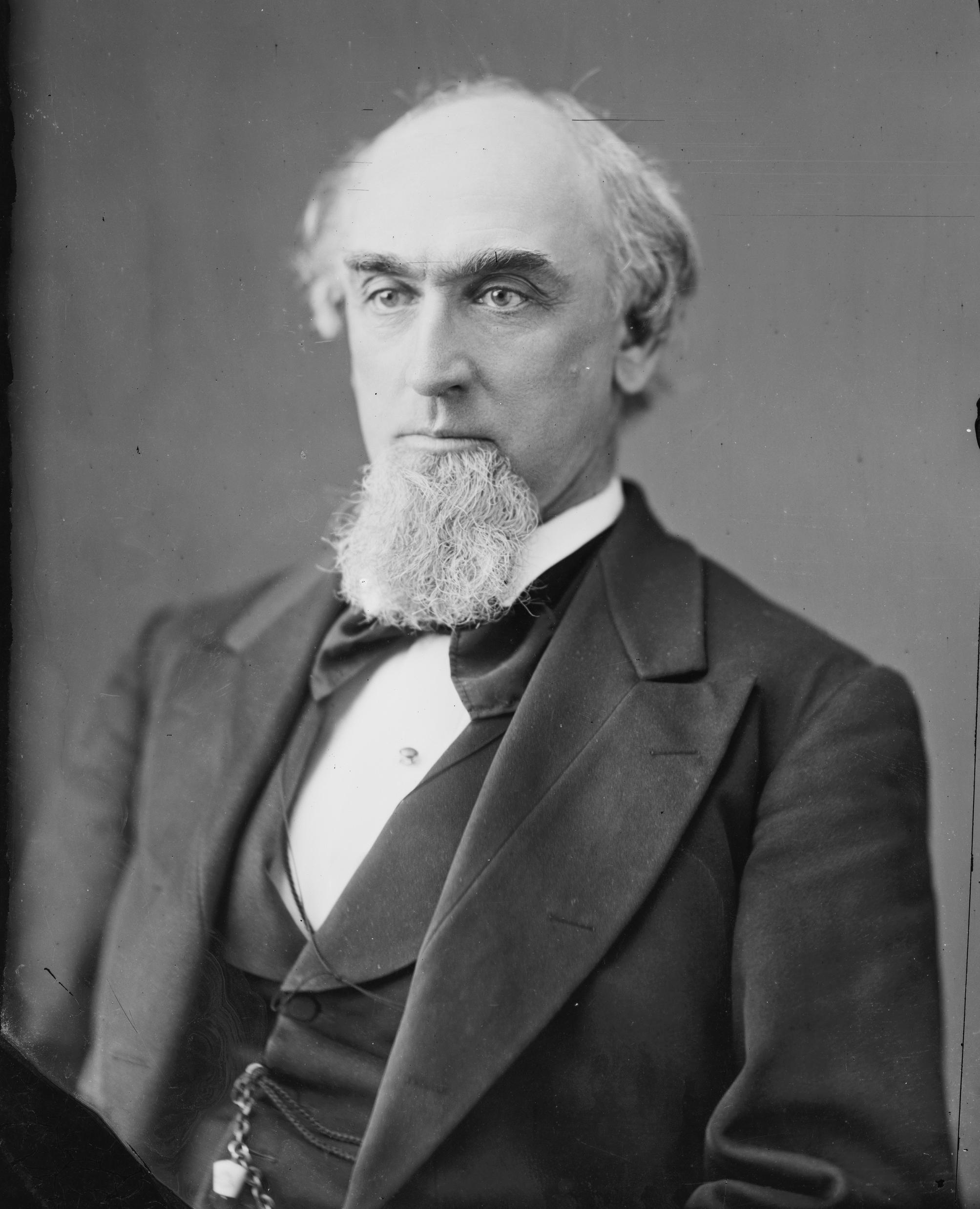
William Lawrence

William Lawrence (* 26. Juni 1819 in Mount Pleasant, Jefferson County, Ohio; † 8. Mai 1899 in Kenton, Ohio) war ein US-amerikanischer Politiker. Zwischen 1865 und 1871 sowie nochmals von 1873 bis 1877 vertrat er den Bundesstaat Ohio im US-Repräsentantenhaus.

## Werdegang
William Lawrence besuchte die öffentlichen Schulen seiner Heimat und die Tidball’s Academy in der Nähe von Knoxville (Tennessee). Danach war er für einige Zeit als Lehrer in Pennsville und McConnelsville tätig. Dann setzte er bis 1838 seine eigene Ausbildung am Franklin College in New Athens fort. Nach einem anschließenden Jurastudium an der Cincinnati Law School und seiner 1840 erfolgten Zulassung als Rechtsanwalt begann er zunächst in Zanesville und dann in McConnelsville in diesem Beruf zu arbeiten. 1841 verlegte er seinen Wohnsitz und seine Kanzlei nach Bellefontaine. Zwischen 1841 und 1843 studierte er außerdem Medizin. Gleichzeitig schlug er eine Laufbahn im öffentlichen Dienst ein. Im Jahr 1842 war Lawrence Konkursbeauftragter im Logan County. Drei Jahre später wurde er dort Bezirksstaatsanwalt. Zwischen 1845 und 1847 gab er die Zeitung Logan Gazette heraus. In den Jahren 1846 und 1847 saß er als Abgeordneter im Repräsentantenhaus von Ohio; von 1849 bis 1851 sowie im Jahr 1854 gehörte er dem Staatssenat an. Von 1857 bis 1864 war er als Berufungsrichter tätig. Zwischen 1859 und 1862 war Lawrence Mitherausgeber des Juristenmagazins Western Law Monthly. Im Jahr 1862 nahm er als Oberst im Heer der Union für drei Monate am Bürgerkrieg teil.
Politisch war Lawrence Mitglied der 1854 gegründeten Republikanischen Partei. Bei den Kongresswahlen des Jahres 1864 wurde er im vierten Wahlbezirk von Ohio in das US-Repräsentantenhaus in Washington, D.C. gewählt, wo er am 4. März 1865 die Nachfolge des Demokraten John F. McKinney antrat. Nach zwei Wiederwahlen konnte er bis zum 3. März 1871 drei Legislaturperioden im Kongress absolvieren. In diese Zeit fiel das Ende des Bürgerkrieges. Seit 1865 war die Arbeit des Kongresses von den Spannungen zwischen den Republikanern und Präsident Andrew Johnson überschattet, die in einem nur knapp gescheiterten Amtsenthebungsverfahren gipfelten. Lawrence gehörte zu den Abgeordneten, die die Anklageschrift gegen den Präsidenten verfassten. Er war Mitglied im Justizausschuss und forderte in dieser Eigenschaft die Gründung eines Justizministeriums. Dazu brachte er 1868 einen Gesetzentwurf ein, der damals aber noch keine Mehrheit fand. In der folgenden Legislaturperiode wurde sein Vorschlag von anderen Abgeordneten nur leicht variiert erneut eingebracht und angenommen. Damit gilt Lawrence als einer der Gründer des US-Justizministeriums. In den Jahren 1865 und 1868 wurden der 13. und der 14. Verfassungszusatz ratifiziert.
1870 wurde Lawrence nicht wiedergewählt. Nach dem Ende seiner Zeit im US-Repräsentantenhaus gründete er im Jahr 1871 die Bellefontaine National Bank, deren Präsident er wurde. Bei den Wahlen des Jahres 1872 wurde er im achten Distrikt seines Staates als Nachfolger von John Beatty erneut in den Kongress gewählt. Nach einer Wiederwahl konnte er bis zum 3. März 1877 zwei weitere Legislaturperioden im US-Repräsentantenhaus verbringen. Von 1873 bis 1875 war er Vorsitzender des Committee on War Claims. Im Jahr 1876 wurde er von seiner Partei nicht mehr zur Wiederwahl nominiert.
Zwischen 1880 und 1885 war er Revisor (Comptroller) des US-Finanzministeriums; im Jahr 1891 wurde er Präsident der National Wool Growers’ Association. Er war auch an der Gründung des Amerikanischen Roten Kreuzes beteiligt und wurde dessen erster Vizepräsident. Im Jahr 1882 setzte er sich erfolgreich für die Unterzeichnung der Genfer Konvention durch die US-Regierung ein. William Lawrence starb am 8. Mai 1899 in Kenton und wurde in Bellefontaine beigesetzt.